# Radarmålyta
Radarmålyta eller radarmålarea är ett mått på hur lätt ett mål kan upptäckas med radar. Den mäts i m² och definieras som tvärsnittsarean av en sfär som reflekterar lika mycket effekt tillbaka mot radarn som vad målet gör. Radarmålytan beror på målets storlek, form och material, men också på radarns polarisation och frekvens. Den beror också på från vilken riktning målet observeras, eftersom mål som flygplan och fartyg består av flera delreflektorer som var och en ger upphov till enskilda ekon. Gångvägen för de reflekterade radarvågorna kommer därför att variera, så att interferensen medför att de ibland släcker ut varandra och ibland förstärker varandra.
Mål med mindre radarmålyta upptäcks på kortare avstånd och kan lättare förväxlas med till exempel mark- och sjöklotter eller fåglar. Upptäcktsavståndet är proportionellt mot fjärde roten av radarmålytan, det vill säga att om radarmålytan minskar till 1/16 av den ursprungliga minskar upptäcktsavståndet till hälften. 
Typvärden för en centimetersvågradar:
- Insekt: 0,00001 m2
- Fågel: 0,01 m2
- Smygflygplan: <0,1 m2 (t.ex. F-117A: 0,001 m2)
- Yt-till-luft-missil: ≈0,1 m2
- Människa: 1 m2
- Litet stridsflygplan: 2–3 m2
- Stort stridsflygplan: 5–6 m2
- Fraktflygplan: upp till 100 m2
- Kusthandelsfartyg (55 m längd): 300–4000 m2
- Hörnreflektor (1,5 m kantlängd): ≈20 000 m2[4][5]
- Fregatt (103 m längd): 5000–100 000 m2
- Containerfartyg (212 m längd): 10 000–80 000 m2

Smygteknik omfattar bland annat metoder för att minska radarmålytan. En metod är att ta bort skarpa kanter och genom att vinkla ytor så att radiovågorna reflekteras bort från radarstationen. En annan är att täcka ytorna med material som absorberar radiovågorna.